# Parafia Najświętszej Maryi Panny Częstochowskiej w Bojanicach
Parafia Najświętszej Maryi Panny Częstochowskiej w Bojanicach znajduje się w dekanacie Świdnica – Zachód w diecezji świdnickiej. Była erygowana w 2012. Jej proboszczem jest ks. Marcin Mazur.